# Björklingeån
Björklingeån är ett biflöde till Fyrisån som ligger i mellersta Uppland, Uppsala kommun. Längd ca 41 km inklusive källflöden. Enligt SMHI:s vattendragsregister tillhör ån huvudavrinningsområde (HARO) 61 med huvudavrinning till havet genom Norrström i Stockholm. Längden uppges till 41410 meter, det vill säga drygt 41 kilometer. Avrinningsområdet är grundligt utdikat.

## Sträckning
Björklingeån har sina källor i trakten kring Ulva äng, som är en mosse i närheten av torpet Högslätt strax öster om gränsen mot Harbo församling (Heby kommun).
Från Ulva äng (nordvästra Bälinge församling) rinner ån (här mest som bäck) mot söder och passerar gården Rörmyra. Den fortsätter sedan mot Granlunda, där den vid minnesstenen viker av mot öster och följer landsvägen förbi Peterslund mot Oxsätra. Ån flyter in i Skuttunge församling, förbi Vadbron och når Villsåker. Strax uppströms landsvägsbron vid Villsåker rinner Albäcken in i ån från norr. Från denna punkt utgör ån gräns mellan Skuttunge och Björklinge församlingar. Ån passerar strax norr om Brunnby. Söder om Närlinge flyter Velångsbäcken in norrifrån. Strax uppströms Hellanda viker ån av mot söder och flyter därefter förbi Ramsjö och passerar strax väster om Björklinge tätort. Vid Nyby finns en damm och ett vattenfall i anslutning till ett sågverk. Ån flyter strax öster om Örke och passerar cirka 1 kilometer öster om Skuttunge kyrka (vid Forsgärde). Strax nedströms Forsgärde rinner, från väster, den gamla Skutån (Skuttungeån) in i Björklingeån, som fortsätter förbi Rickberga, Dragby och Högsta. Ån passerar strax öster om Lövstalöt tätort och utgör gräns mellan Bälinge och Ärentuna församlingar. Den passerar Rosta (ca 1 kilometer syd Ärentuna kyrka) och mynnar slutligen i Fyrisån i höjd med Fullerö backars naturreservat, som ligger cirka 1 kilometer uppströms Valsgärde gravfält.